# Villiersicometes absalom
Villiersicometes absalom is een keversoort uit de familie van de boktorren (Cerambycidae). De wetenschappelijke naam van de soort werd voor het eerst geldig gepubliceerd in 2012 door Tavakilian & Santos-Silva.